# Тираж

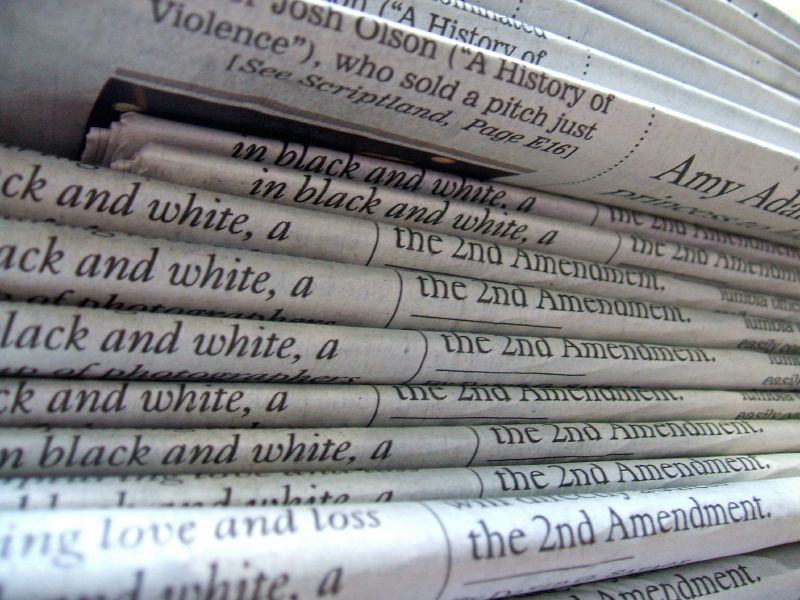
Часть тиража номера бумажной газеты

Тира́ж (фр. tirage) — количество экземпляров печатного издания одного названия. Термин употребляется главным образом применительно к издательскому делу, однако иногда слово «тираж» обозначает количество копий других произведений, например тираж фильмокопий в кинематографе.

## Назначение
Тираж периодических изданий (газет, журналов) определяется издательством по числу подписчиков (включая также розничную продажу); тираж книг, брошюр и т. п. устанавливается издательством после изучения читательского спроса. Обычно различают малые тиражи (до 15 тысяч экземпляров), средние (до 100 тысяч экземпляров) и массовые (свыше 100 тысяч экземпляров). Массовые тиражи в связи с большим объёмом полиграфических работ обычно печатают по частям, называемым заводами.
При выпуске некоторых видов литературы тираж издания влияет на величину авторского гонорара. Закон РФ «Об авторском праве и смежных правах» требует указывать в авторском договоре максимальный тираж издания в том случае, если договор предусматривает авторское вознаграждение в виде фиксированной суммы.

## Виды тиражей
- Годовой — сумма тиражей изданий, вышедших в свет в рассматриваемом году в издательстве, стране, а также сумма тиражей всех выпусков периодического издания за год.
- Дополнительный, или допечатка тиража — изготовление вскоре после сдачи основного тиража в книготорговую сеть в пределах того же календарного года заранее не планировавшегося, в отличие от завода, дополнительного тиража в связи с неудовлетворённым спросом. Термин имел большое значение в годы, когда требовалось отличать при выплате авторского вознаграждения за произведение, которое не имело нормы тиража, допечатку от повторного издания. Тогда допечаткой тиража считался дополнительный тираж, изготовленный в пределах года выпуска основного тиража, а дополнительный тираж, изготовленный в следующем году, даже при отсутствии каких-либо изменений, — повторным изданием. Теперь, при выплате авторского вознаграждения в виде процентной доли от дохода издательства, время допечатки тиража значения не имеет. При фиксированной сумме авторского вознаграждения, когда по закону требуется установить максимальный тираж, допечатка тиража сверх него уже будет считаться повторным изданием, требующим нового авторского договора и нового авторского вознаграждения. Для статистики печати тираж книги, изготовленный в следующем после основного тиража году, считается повторным изданием. В выпускных данных сведения о тираже сопровождают словами в круглых скобках: (допечатка тиража) или (доп. тираж).
- Общий — сумма тиражей изданий, выпущенных издательством (или несколькими) за определённый период (общее число экземпляров в тиражах всех этих изданий).
- Пробный — первоначальный тираж издания, выпущенный с целью определить спрос на него и в случае успеха изготовить дополнительный тираж, чтобы удовлетворить выявившийся спрос, либо при неудаче ограничиться затратами только на пробный тираж.
- Разовый — тираж одного выпуска, номера, тома периодического издания.
- Средний — частное от деления суммы тиражей всех рассматриваемых изданий на их число.

## История
Книги раннего периода книгопечатания XV—XVI веков, так называемые инкунабулы, обычно имели тираж до 500 экземпляров. Тираж первой русской книги, «Апостола» 1564 года, определяют по-разному — от 600 до 2000 экземпляров. В XVII веке стандартный тираж русской книги установился в 1200 экземпляров (сто дюжин, т. н. «выход»). Многие популярные издания превышали это число, например «Азбука» Бурцова 1634 года вышла огромным по меркам того времени тиражом в 6000 экземпляров. Несмотря на общее развитие типографского дела тираж книг вплоть до 1880-х годов оставался низким — 1200 или 2400 экземпляров.
Тиражи периодических изданий (журналов, альманахов, газет) также были незначительны. Средний тираж журнала в начале XIX века составлял 500 экземпляров, лишь некоторые журналы, такие как «Библиотека для чтения», «Северная пчела» или «Отечественные записки», достигали рекордов в 3—5 тысяч. Во второй половине XIX века тиражи постепенно росли: средний тираж толстого журнала составлял 3—5 тыс. экземпляров, тонкого — до 50 тыс., газет — до 25 тыс.. К этому периоду основными популяризаторами литературы стали книжные приложения к журналам, тиражи которых, таких как «Родина», доходили до 120 тыс..
Тираж первой российской газеты «Ведомости» колебался от 30 до 4000 экземпляров. К 1890-м годам тиражи отдельных газет достигали 50—70 тыс. экземпляров, после революции 1905—1907 годов тиражи газет ещё более увеличились, достигнув западноевропейского уровня.